# Ancyra histrionica
Ancyra histrionica är en insektsart som beskrevs av Stsl 1863. Ancyra histrionica ingår i släktet Ancyra och familjen Eurybrachidae. Inga underarter finns listade i Catalogue of Life.